# Selma (Califórnia)
Selma é uma cidade localizada no estado americano da Califórnia, no condado de Fresno. Foi incorporada em 15 de março de 1893.

## Geografia
De acordo com o United States Census Bureau, a cidade tem uma área de 13,3 km², onde todos os 13,3 km² estão cobertos por terra.

### Localidades na vizinhança
O diagrama seguinte representa as localidades num raio de 16 km ao redor de Selma.

## Demografia

### Censo 2010
Segundo o censo nacional de 2010, a sua população é de 23 219 habitantes e sua densidade populacional é de 1 744,15 hab/km². Possui 6 813 residências, que resulta em uma densidade de 511,77 residências/km².

### Censo 2000
De acordo com o censo nacional de 2000, a densidade populacional era de 1729,8/km² (4475,7/mi²) entre os 19.444 habitantes, distribuídos da seguinte forma:
- 43,90% caucasianos
- 0,75% afro-americanos
- 1,56% nativo americanos
- 3,18% asiáticos
- 0,03% nativos de ilhas do Pacífico
- 46,09% outros
- 4,48% mestiços
- 71,75% latinos

Existiam 4538 famílias na cidade, e a quantidade média de pessoas por residência era de 2,45 pessoas.